# 19.º Ejército (Alemania)
El 19.º Ejército (en alemán: 19. Armee) fue un ejército de campo de la II Guerra Mundial del Ejército alemán.

## Historia
Formado en agosto de 1943 en el sur de la Francia ocupada a partir del Armeegruppe Felber (el LXXXIII. Armeekorps), el 19.º Ejército defendió el sur de Francia, los montes Vosgos, Alsacia, Baden y el sur de Wurtemberg durante la invasión Aliada del sur de Francia y en otras grandes operaciones militares Aliadas que tenían como objetivo la liberación del sur de Francia y la invasión del sur de Alemania. Aunque nominalmente un ejército de campo, el 19.º Ejército estaba bajo fuerza y consistía de soldados de tercera, veteranos heridos, conscriptos y Hiwis. El Sur de Francia en general era tratado como un teatro de operaciones de tercera y se le daba la mínima atención por el OKW. El ejército entero estaba equipado con equipos dañados y obsoletos, con cuatro de las divisiones del 19.º Ejército designadas como "divisiones estáticas", significando que estaban despojadas de todos sus elementos móviles y se les prohibía moverse de sus posiciones asignadas. Los Hiwis en particular demostraron ser poco fiables y típicamente desertaban o se rendían a la primera oportunidad. El único activo que representaba una amenaza para los planes Aliados era la 11.ª División Panzer, e incluso esta tenía dos de sus cinco batallones de tanques reasignados a otras formaciones consideradas más críticas para el esfuerzo de guerra.
Durante la Operación Dragón, el 19.º Ejército quedó atrapado en un enorme cerco, sufriendo 7000 muertos o desaparecidos, 20.000 heridos, 130.000-140.000 capturados y fue mayormente destruido como fuerza de combate. Sin embargo, su cuartel general sobrevivió intacto, retirándose hacia el norte y participó en la defensa del río Rin.
| Organización: 19.º Ejército el 17 de julio de 1944 | Organización: 19.º Ejército el 17 de julio de 1944 | Organización: 19.º Ejército el 17 de julio de 1944 | Organización: 19.º Ejército el 17 de julio de 1944 |
| Grupo de Ejércitos                                 | Ejército                                           | Cuerpo                                             | División                                           |
| -------------------------------------------------- | -------------------------------------------------- | -------------------------------------------------- | -------------------------------------------------- |
| G Blaskowitz                                       | 19-º Ejército Wiese                                | LXII Cuerpo Neuling                                | 148.ª División de Infantería                       |
| G Blaskowitz                                       | 19-º Ejército Wiese                                | LXII Cuerpo Neuling                                | 242.ª División de Infantería                       |
| G Blaskowitz                                       | 19-º Ejército Wiese                                | LXXXV Cuerpo Knieß                                 | 244.ª División de Infantería                       |
| G Blaskowitz                                       | 19-º Ejército Wiese                                | LXXXV Cuerpo Knieß                                 | 338.ª División de Infantería                       |
| G Blaskowitz                                       | 19-º Ejército Wiese                                | IV Cuerpo de Luftwaffe Petersen                    | 189.ª División de Infantería                       |
| G Blaskowitz                                       | 19-º Ejército Wiese                                | IV Cuerpo de Luftwaffe Petersen                    | 198.ª División de Infantería                       |
| G Blaskowitz                                       | 19-º Ejército Wiese                                | IV Cuerpo de Luftwaffe Petersen                    | 716.ª División de Infantería                       |
| G Blaskowitz                                       | 19-º Ejército Wiese                                | Subordinado al Cuartel General                     | 157.ª División de Montaña de Reserva               |

Después de la debacle en el Sur de Francia, el 19.º Ejército fue recreado con conscriptos pobremente entrenados con la tarea de defender la margen occidental del Rin, en la ciudad de Estrasburgo. El 19.º Ejército fue de nuevo rodeado y mayormente destruido durante la batalla de la bolsa de Colmar entre enero y febrero de 1945. Una vez más su cuartel general sobrevivió a la captura y fue reconstruido gracias al Volkssturm y tropas de reemplazo entrenadas apresuradamente a principios de 1945. Con muchos de sus mejores hombres y líderes júniors muertos o capturados, la efectividad del 19.º Ejército se vio gravemente afectada y demostró ser incapaz de detener los ataques de su constante enemigo, el Primer Ejército Francés. Dividido por incursiones profundas francesas en Baden, la Selva Negra y Wurtemberg, el 19.º Ejército fue destruido en el área de Stuttgart y Münsingen a finales de abril de 1945, con restos del ejército rindiéndose hasta el 8 de mayo de 1945. La rendición formal fue aceptada por el Mayor General Edward H. Brooks, comandante del VI Cuerpo del Ejército de EE. UU.
| Organización: 19.º Ejército el 12 de abril de 1945 | Organización: 19.º Ejército el 12 de abril de 1945 | Organización: 19.º Ejército el 12 de abril de 1945 | Organización: 19.º Ejército el 12 de abril de 1945 |
| Grupo de Ejércitos                                 | Ejército                                           | Cuerpo                                             | División                                           |
| -------------------------------------------------- | -------------------------------------------------- | -------------------------------------------------- | -------------------------------------------------- |
| G Schulz                                           | 19.º Ejército Brandenberger                        | XVIII Cuerpo SS Keppler                            | Brigada de Infantería Baur                         |
| G Schulz                                           | 19.º Ejército Brandenberger                        | XVIII Cuerpo SS Keppler                            | 1005ª Brigada de Infantería                        |
| G Schulz                                           | 19.º Ejército Brandenberger                        | XVIII Cuerpo SS Keppler                            | 805.ª División de Infantería                       |
| G Schulz                                           | 19.º Ejército Brandenberger                        | XVIII Cuerpo SS Keppler                            | 405.ª División de Infantería                       |
| G Schulz                                           | 19.º Ejército Brandenberger                        | LXIV Cuerpo Grimmeiß                               | 106.ª División de Infantería                       |
| G Schulz                                           | 19.º Ejército Brandenberger                        | LXIV Cuerpo Grimmeiß                               | 257.ª División Volksgrenadier                      |
| G Schulz                                           | 19.º Ejército Brandenberger                        | LXIV Cuerpo Grimmeiß                               | 716.ª División de Infantería                       |
| G Schulz                                           | 19.º Ejército Brandenberger                        | LXXX Cuerpo Beyer                                  | 16.ª División Volksgrenadier                       |
| G Schulz                                           | 19.º Ejército Brandenberger                        | LXXX Cuerpo Beyer                                  | 47.ª División Volksgrenadier                       |
| G Schulz                                           | 19.º Ejército Brandenberger                        | LXXX Cuerpo Beyer                                  | 198.ª División de Infantería                       |
| G Schulz                                           | 19.º Ejército Brandenberger                        | LXXX Cuerpo Beyer                                  | 559.ª División Volksgrenadier                      |
| G Schulz                                           | 19.º Ejército Brandenberger                        | Subordinado al Cuartel general                     | 189.ª División de Infantería                       |

## Comandantes
| N.º | Retrato | Comandante                                               | Desde                   | Hasta                   |
| --- | ------- | -------------------------------------------------------- | ----------------------- | ----------------------- |
| 1   |         | General der Infanterie Georg von Sodenstern (1889-1955)  | 26 de agosto de 1943    | 29 de junio de 1944     |
| 2   |         | General der Infanterie Friedrich Wiese (1892-1975)       | 29 de junio de 1944     | 15 de diciembre de 1944 |
| 3   |         | General der Infanterie Siegfried Rasp (1898-1968)        | 15 de diciembre de 1944 | 15 de febrero de 1945   |
| 4   |         | General der Infanterie Hermann Foertsch (1895-1961)      | 15 de febrero de 1945   | 28 de febrero de 1945   |
| 5   |         | General der Infanterie Hans von Obstfelder (1886-1976)   | 1 de marzo de 1945      | 26 de marzo de 1945     |
| 6   |         | General der Panzertruppe Erich Brandenberger (1892-1955) | 26 de marzo de 1945     | 6 de mayo de 1945       |